# Roelof Bosma
Roelof Bosma is een Nederlandse onderzoeksjournalist en programmamaker. Terugkerende thema’s in zijn onderzoeken zijn Geestelijke Gezondheidszorg, Jeugdzorg, tbs en Milieu. 

## Radio en televisie
In 1999 begon hij als radioverslaggever bij RTV Noord. Hierna werkte hij van 2000 tot 2012 voor het NOS-programma Langs de Lijn en het programma De Ochtenden (EO, 2001-2005)
Bosma werkte van 2011 tot 2015 als onderzoeksjournalist voor de televisieprogramma’s De Vijfde Dag en Dit is de Dag. Tussen 2005 en 2010 werkte hij voor Netwerk (EO, KRO, NCRV). Later werkte hij als onderzoeksjournalist voor het VARA-programma Zembla.

## Publicaties
Geestelijke gezondheidszorg
Reeds in 2007 maakte Bosma programma’s over de Nederlandse geestelijke gezondheidszorg. Hierbij onderzocht hij soms de situatie van individuele gevallen. Zoals over een autistische man in een isoleercel maar ook over de dood van een psychiatrisch patiënt in een kliniek en de grenzen van verantwoordelijkheid voor verwarde personen. Ook deed hij onderzoek naar de zorgverlening en onveiligheid in GGZ-klinieken. 
jeugdzorg
Zijn onderzoeken richtten zich ook meerdere malen op de jeugdzorg. Van een gezinsdrama met een verwarde moeder tot het portretteren van pleegouders en gezinsvoogden.   Andere reportages die de aandacht trokken handelden onder meer over de affaire rondom "baby Donna" van een Belgische draagmoeder in 2008. 
tbs
Meerdere reportages waren gewijd aan de situaties rondom tbs’ers. Van de misstanden en gevaren in klinieken tot het risico van vluchtgevaarlijke tbs’ers. 
Milieu
Veel onderzoeksprogramma’s zijn gericht op gevaarlijke afvalverwerking. Van de groeiende afvalberg van kunstgras tot het dumpen van huisvuil en het storten van bagger. Over het storten van granuliet in onder andere natuurgebied Over de Maas hield hij in de Tweede Kamer een betoog voor de commissie voor Infrastructuur en Waterstaat. Dit gebeurde door een ernstige rekenfout van Rijkswaterstaat.  Samen met zijn collega Marco de Lange onderzocht hij de verantwoordelijkheid aangaande het werken met kankerverwekkende kwartsstof op het spoor.
Voor Zembla maakte hij in juni 2023 een aflevering de PFAS-doofpot. Samen met Marco de Lange en Vincent Harmsen ontdekte hij dat teflonproducent Chemours in Dordrecht al decennia weet dat ze het grondwater onder de fabriek en in de omgeving ernstig hebben vervuild met grote hoeveelheden giftige en kankerverwekkende PFAS.    Hij werd hiervoor uitgeroepen tot Journalist van het Jaar 2023.

## Nominaties
Meerdere van zijn reportages werden genomineerd: 
- 2019 - De Loep en De Tegel  voor Gokken met bagger (Controlerende onderzoeksjournalistiek) - vervuilde grond en bagger dat in natuurplassen verdwijnt onder het mom van natuurontwikkeling [18]
- 2019 - De Loep met De kunstgrasberg - het weinige toezicht op de groeiende kunstgrasberg
- 2017 - Prix Europa voor Gevaarlijk spel - het gebruik van rubbergranulaat in kunstgrasvelden
- 2006 - Gouden Beeld voor Misstanden JJI Harreveld - misstanden in Justitiële Jeugdinrichting Harreveld.
- 2005 - RVU Radioprijs voor Eindelijk weer helder - het leven van ex-profvoetballer Glenn Helder